# Vodětín
Vodětín (též Černý kopec) je 278 m n. m. vysoký vrch v okrese Rychnov nad Kněžnou Královéhradeckého kraje. Leží asi 1,3 km ssv. od obce Mokré na jejím katastrálním území.

## Geomorfologické zařazení
Geomorfologicky vrch náleží do celku Orlická tabule, podcelku Třebechovická tabule a okrsku Černilovská tabule.